# Taco (piosenkarz)
Taco, właśc. Taco Ockerse (ur. 21 lipca 1955 w Dżakarcie) – holenderski piosenkarz pochodzący z Indonezji. Popularność zyskał w 1982 roku dzięki utworowi „Puttin' on the Ritz”, skomponowanemu przez Irvinga Berlina. Obecnie mieszka w Niemczech.

## Dyskografia
- 1982: After Eight
- 1984: Let's Face the Music
- 1985: Swing Classics/In the Mood of Glenn Miller
- 1986: Tell Me That You Like It
- 1987: Taco
- 1991: Puttin' On the Ritz
- 2000: Best of Taco
- 2000: Greatest Hits: Puttin' On the Ritz

## Filmografia
- 1991: Karniggels(inne języki) – jako mężczyzna na przyjęciu